# Regeringschef
Regeringschef, inte att förväxla med statschef, är en generisk benämning på den ämbetsinnehavare som är vanligtvis den förste bland jämlikar (primus inter pares) i en suverän stats ledningsorgan (kabinett, ministär, regering eller statsråd) och som leder det organets arbete i dess utövande av verkställande makt. Ofta är det också regeringschefen som formellt eller informellt utser övriga ministrar. En av de övriga ministrarna har ibland även en roll som ställföreträdande regeringschef.
I ett parlamentariskt system är regeringschefen beroende av att erhålla stöd i den lagstiftande församlingen för att kunna kvarstå i ämbetet. I länder som tillämpar full presidentialism är statschefen också samtidigt regeringschef, till exempel Burmas president och USA:s president. Begreppet regeringschef förekommer i Wienkonventionen om traktaträtten (artikel 7) där det framgår att en regeringschef, likt en statschef och utrikesminister, kan företräda sin stat utan någon särskild fullmakt.
Titeln för regeringschefer varierar i olika länder. I exempelvis Danmark, Finland, Island, Norge och Sverige används titeln statsminister. Andra titlar som förekommer runt om i världen i olika variationer är: chefsminister, förbundskansler, förste minister, kansler, konseljpresident, ministerpresident, premiärminister, president, rikskansler och storvesir.

## Regeringschefer i olika länder

### Chefsminister
I många brittiska och tidigare brittiska områden används beteckningen chefsminister på en regeringschef för ett icke-suveränt område, såsom en besittning eller delstat.

### Kansler
I vissa länder, idag främst tyskspråkiga länder, kallas regeringschefen kansler eller förbundskansler, i Tyskland tidigare rikskansler. Se vidare
- Tysklands förbundskansler
- Österrikes förbundskansler

### Konseljpresident
Konseljpresident kallas regeringschefen i Italien. Titeln användes tidigare också för regeringscheferna i Frankrike (under tredje och fjärde republikerna) och Danmark.
- Italiens konseljpresident

### Monark
I en absolut monarki är statschefen i regel även regeringschef.
- Saudiarabiens monarki

### Premiärminister
I många länder kallas regeringschefen efter brittiskt mönster premiärminister. I Sverige är det inte ovanligt att regeringschefer i alla länder utom de nordiska länderna, Tyskland och Österrike slentrianmässigt kallas för premiärminister, exempelvis Italiens och Spaniens regeringschefer, oavsett om detta är den formella titeln eller inte. 
- Australiens premiärminister
- Belgiens premiärminister
- Estlands premiärminister
- Frankrikes premiärminister
- Greklands premiärminister
- Indiens premiärminister
- Israels premiärminister
- Japans premiärminister
- Kanadas premiärminister
- Kosovos premiärminister
- Lettlands premiärminister
- Litauens premiärminister
- Luxemburgs premiärminister
- Maltas premiärminister
- Nederländernas premiärminister
- Papua Nya Guineas premiärminister
- Polens premiärminister
- Portugals premiärminister
- Rysslands premiärminister
- Slovakiens premiärminister
- Storbritanniens premiärminister
- Tjeckiens premiärminister

### President
I vissa länder är statschefen även regeringschef. Detta gäller bl.a. USA och många sydamerikanska länder
- Argentinas president
- Burmas president
- Honduras president
- Sydafrikas president
- USA:s president

I Iran bär regeringschefen titeln president, men är inte landets statschef.

### Statsminister
I de nordiska länderna kallas regeringschefen för statsminister. 
- Danmarks statsminister
- Finlands statsminister
- Islands statsminister
- Norges statsminister
- Sveriges statsminister

### Övrigt
Den iriska titeln för Irlands regeringschef är taoiseach, som ungefär betyder "hövding". På Irland, och delvis även i Storbritannien, används 'taoiseach' även på engelska, som är Irlands andra officiella språk, men i övriga engelskspråkiga länder, liksom på svenska, kallas den irländska regeringschefen dock ofta för premiärminister.